# Smyk (sieć sklepów)

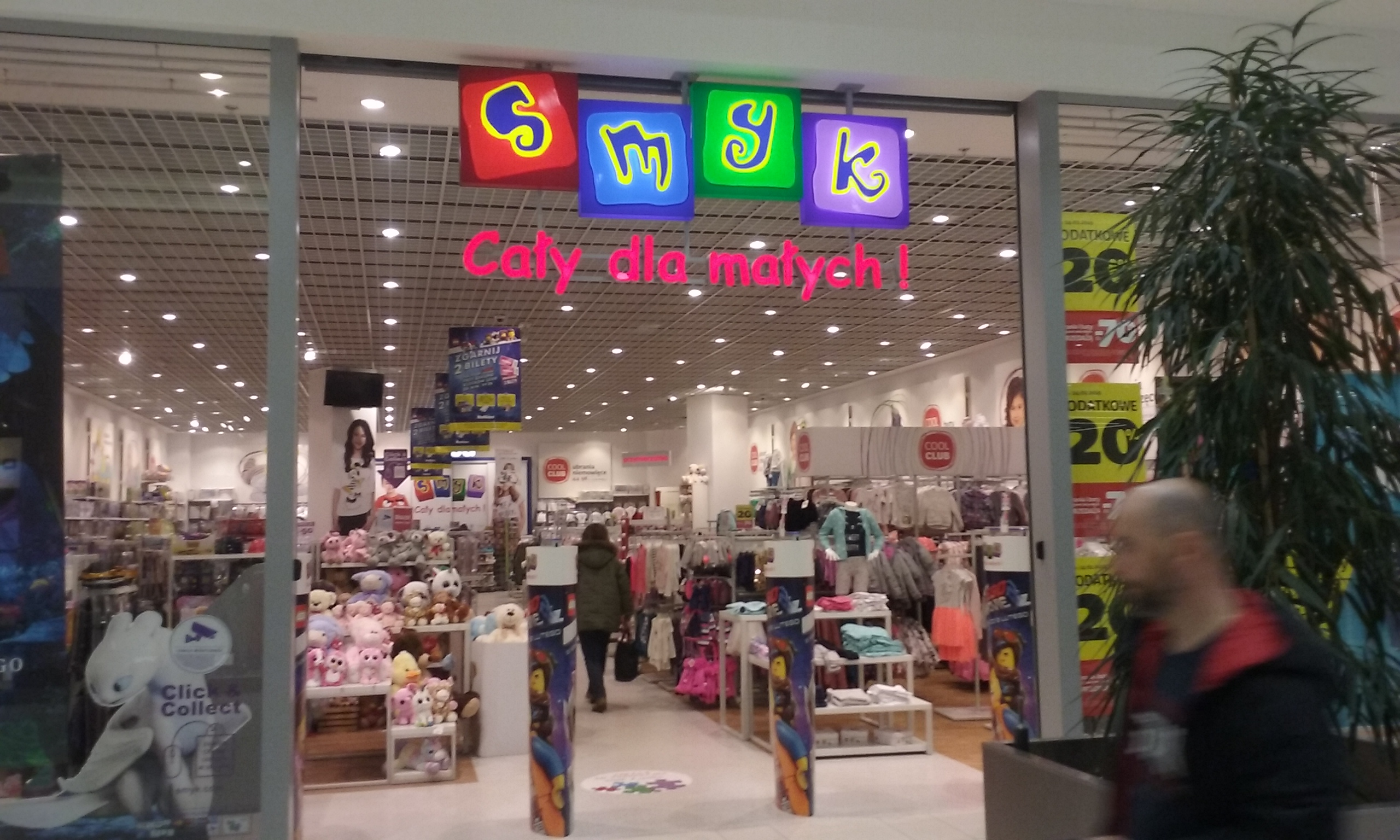
Salon Smyk w Tomaszowie Mazowieckim

Smyk – sieć sklepów z artykułami dla dzieci od urodzenia do 14 roku życia, m.in. z odzieżą, obuwiem, akcesoriami dziecięcymi, zabawkami i książkami. Należy do przedsiębiorstwa Smyk S.A.

## Historia
Sklep „Smyk” powstał w 1952 roku jako Centralny Dom Towarowy, należący do Domów Towarowych „Centrum”. Od początku mieścił się w budynku znajdującym się na rogu ulicy Kruczej oraz Alei Jerozolimskich w Warszawie. Jest to najpóźniejszy obiekt architektoniczny w stylu modernistycznym, zbudowany już w początkach socrealizmu. Ważnym elementem przestrzeni architektonicznej stały się schody ruchome, jedne z niewielu istniejących w Polsce.
W 2000 r. zostało powołane samodzielne przedsiębiorstwo Smyk sp. z o.o., a sieć sklepów wyłączono z Domów Towarowych Centrum. Dalszy rozwój sieci polegał na uruchomieniu 35 sklepów w większych miastach Polski. W 2004 roku spółka Smyk została włączona do NFI Hetman. Po utworzeniu formatu swojej sieci oraz wypozycjonowaniu marki w Polsce, spółka skupiła się na rozwoju międzynarodowym. W 2006 roku otworzyła pierwszy sklep „Smyk” za granicą – w berlińskim centrum handlowym „Das Schloss”. W tym samym roku otwarto „Smyka” także w kijowskim centrum handlowym „Ukraina”. W latach 2008–2017 sieć była obecna na rynku rosyjskim.

## Zasięg
W 2021 roku było otwartych 212 sklepów marki w Polsce, w tym 12 sklepów MEGASTORE o powierzchni ponad 2 tys. mkw. i 6 sklepów Outlet. Poprzez witrynę Smyk.com prowadzona jest sprzedaż internetowa.
Za granicą marka jest obecna na Ukrainie (12 sklepów) i w Rumunii (22 sklepy).